# Monte Plata (Provinz)
Monte Plata ist eine Provinz im Osten der Dominikanischen Republik. Bis 1982 war die Provinz Teil der Provinz San Cristóbal.

## Verwaltungsgliederung
Die Provinz setzt sich aus fünf Municipios zusammen:
- Bayaguana
- Monte Plata
- Peralvillo
- Sabana Grande de Boyá
- Yamasá